# Vijayadurg
Vijaydurg o Vijayadurg (Fort de la Victòria) és una antiga fortalesa construïda per Sivaji avui al districte de Sindhudurg a Maharashtra, Índia. És el fort més antic de la costa de Sindhudurg, va ser construït durant el règim de Raja Bhoja II de la dinastia Shilahar (període de construcció 1193-1205) i reestructurat per Chhatrapati Shivaji Maharaj. Abans, el fort abastava una superfície de 20.000 m2 i estava envoltat de mar pels quatre costats. Amb els anys es va recuperar la trinxera oriental i s'hi va construir una carretera. Actualment l'àrea del fort és d'uns 69.000 m2i està envoltada pel mar d'Aràbia per tres costats. Shivaji va ampliar l'àrea del fort construint tres murs al costat est, cadascun de 36 metres d'alçada. També va construir 20 baluards.
El fort de Vijaydurg va ser anomenat "Gibraltar oriental", ja que era pràcticament inexpugnable. Els seus avantatges d'ubicació inclouen el rierol Waghotan/Kharepatan de 40 km de llarg. Els vaixells grans no poden entrar a les aigües poc profundes d'aquest rierol. A més, els vaixells de guerra Maratha podrien estar ancorats en aquesta cala i, tot i així, romandre invisibles des del mar. És un monument protegit.

## Galeria

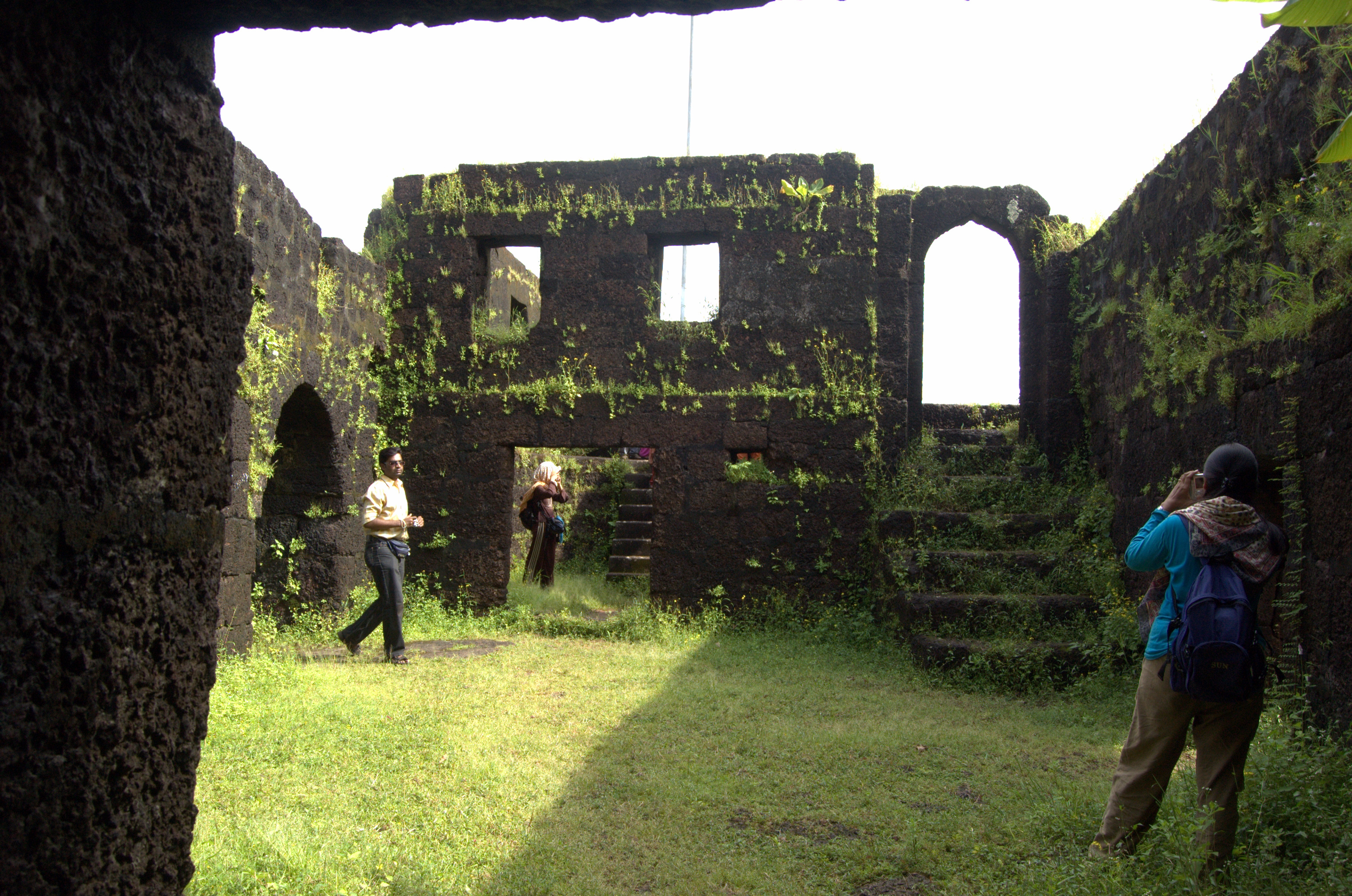
interior
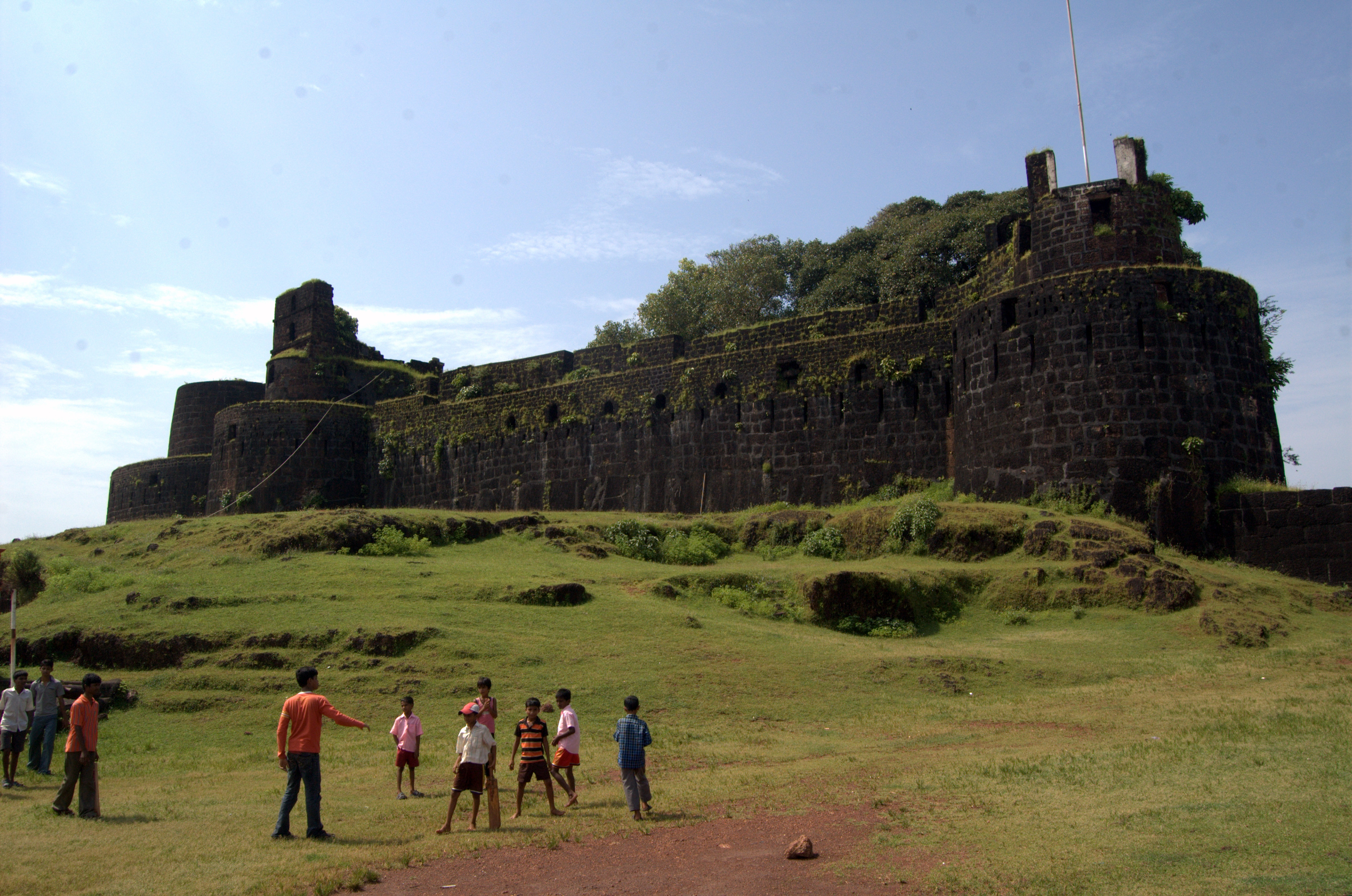
Vijaydurg des de terra
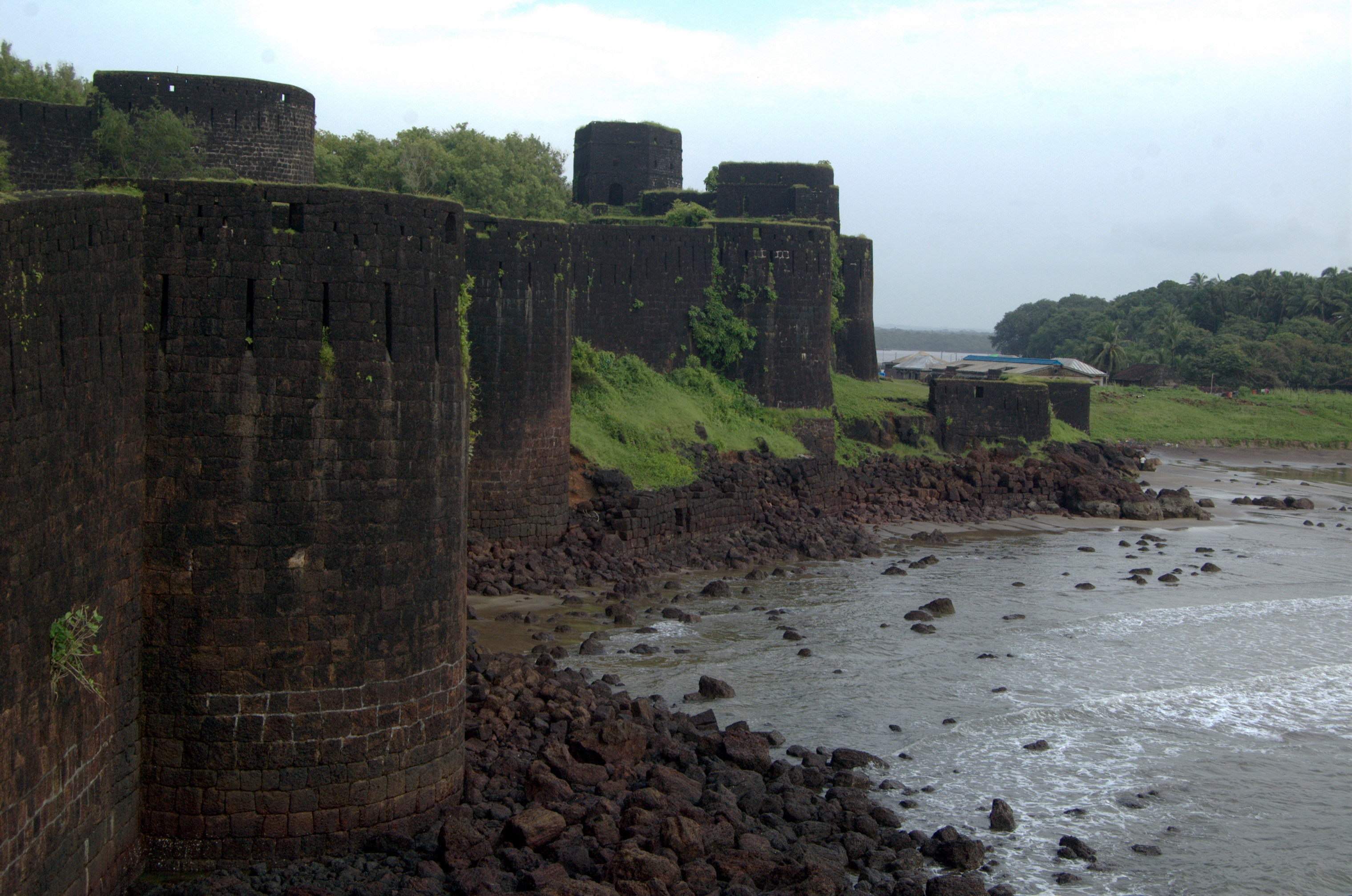
Bastions de Vijaydurg